# Tbilisi Cup
La Tbilisi Cup fue un torneo internacional de selecciones nacionales de rugby que la World Rugby comenzó a organizar en 2013, llevó el nombre de Tbilisi por la ciudad capital de Georgia donde se desarrollaron los partidos. La selección local siempre formó parte de los torneos y en cada edición se le sumaba 3 invitadas.

## Reseña histórica
En el 2013, participaron la selección de Uruguay y Emerging Ireland y South Africa President's XV que son selecciones secundarias de la Isla de Irlanda y de Sudáfrica respectivamente. El cuadrangular lo ganó el equipo africano.
En la edición del 2014, cambiaron los invitados y asistieron España, una selección de la federación italiana y otra de la unión argentina. Los jaguares que han sabido vencer en muchos torneos se llevaron su primera Tbilisi Cup
La tercera edición contó con equipos con experiencia en el torneo, y los Emerging Ireland festejaron el campeonato.
Debido a la gira de Georgia por las islas del Pacífico para enfrentar a Samoa, Tonga y Fiyi no se organizó la copa en el 2016 y desde entonces no se ha vuelto a celebrarla.

## Campeonatos
| Edición | Año  | Campeón           | 2º puesto        | 3º puesto | 4º puesto |
| ------- | ---- | ----------------- | ---------------- | --------- | --------- |
| I       | 2013 | SA President's XV | Emerging Ireland | Georgia   | Uruguay   |
| II      | 2014 | Jaguares          | Georgia          | Italia A  | España    |
| III     | 2015 | Emerging Ireland  | Italia A         | Georgia   | Uruguay   |

## Posiciones
Número de veces que los equipos ocuparon cada posición en todas las ediciones.
| Equipo            | Campeón | 2º puesto | 3º puesto | 4º puesto |
| ----------------- | ------- | --------- | --------- | --------- |
| Emerging Ireland  | 1       | 1         |           |           |
| SA President's XV | 1       |           |           |           |
| Jaguares          | 1       |           |           |           |
| Georgia           |         | 1         | 2         |           |
| Italia A          |         | 1         | 1         |           |
| Uruguay           |         |           |           | 2         |
| España            |         |           |           | 1         |